# Song of Youth
Pour plus de détails, voir Fiche technique et Distribution.
Song of Youth (老师·好 Lao shi · Hao - litt. « Bon professeur ») est une comédie dramatique chinoise co-écrite et réalisée par Zhang Luan et sortie en Chine le 22 mars 2019.
Il est premier au box-office chinois de 2019 lors de sa première semaine d'exploitation.

## Synopsis
L'histoire d'un enseignant nommé Miao Wanqiu dans un collège en Chine en 1985.